# Arquidiócesis de Thare y Nonseng
La arquidiócesis de Thare y Nonseng (en latín: Archidioecesis Tharen(sis) et Nonsengen(sis) y en tailandés: เขตมิสซังท่าแร่-หนองแสง) es una circunscripción eclesiástica latina de la Iglesia católica en Tailandia, sede metropolitana de la provincia eclesiástica de Thare y Nonseng. La arquidiócesis tiene al arzobispo Anthony Weradet Chaiseri como su ordinario desde el 13 de mayo de 2020. 

## Territorio y organización

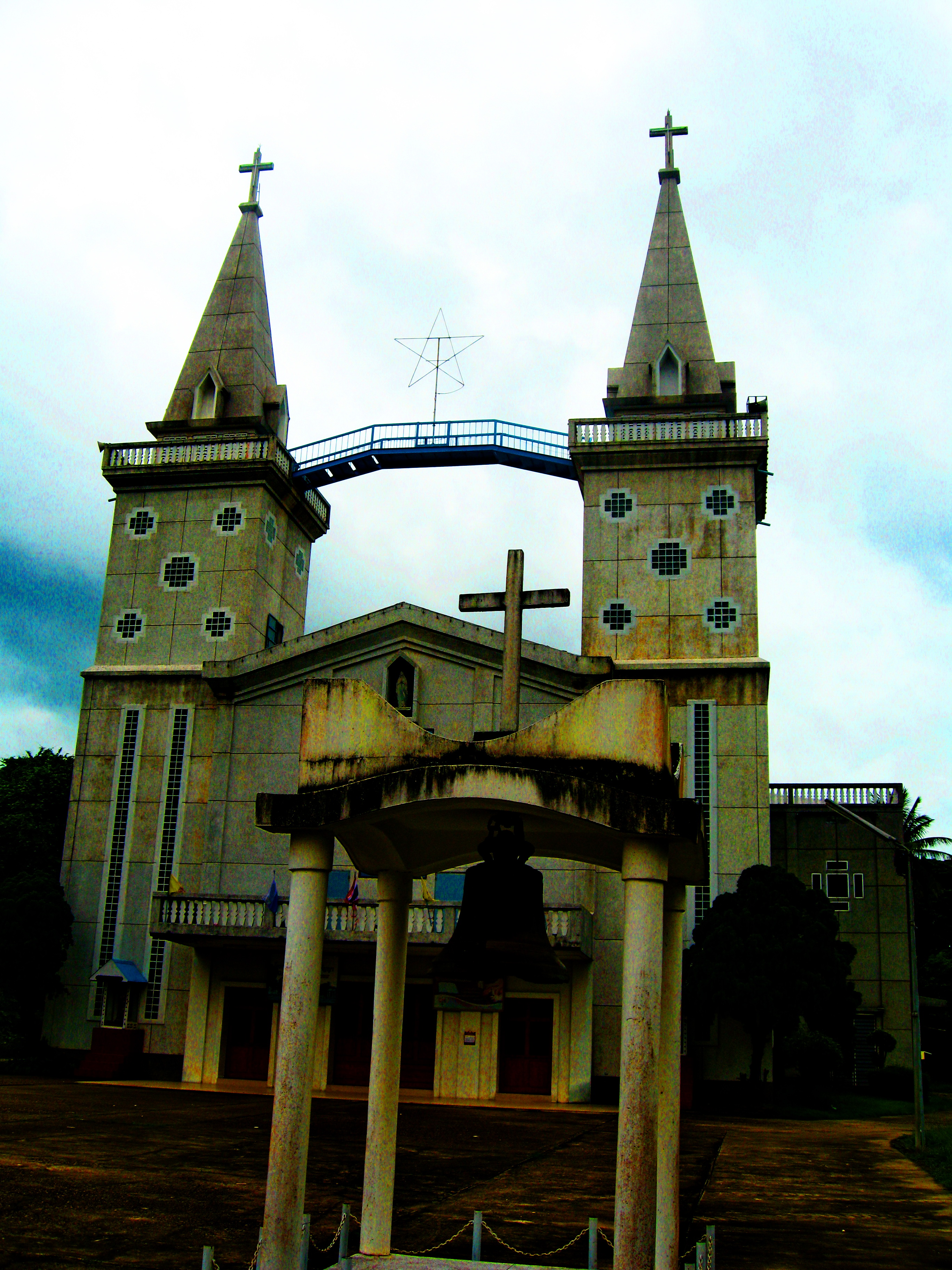
Concatedral de Santa Ana

La arquidiócesis tiene 25 447 km² y extiende su jurisdicción sobre los fieles católicos de rito latino residentes en las provincias de: Kalasin, Mukdahan, Nakhon Phanom y Sakon Nakhon.
La sede de la arquidiócesis se encuentra en la ciudad de Ban Tha Rae, en donde se halla la Catedral de San Miguel Arcángel. En Nakhon Phanom se encuentra la Concatedral de Santa Ana. En Pong Kham está el santuario de Nuestra Señora de los Mártires Tailandeses.
En 2020 en la arquidiócesis existían 80 parroquias.
La arquidiócesis tiene como sufragáneas a las diócesis de: Nakhon Ratchasima, Ubon Ratchathani y Udon Thani.

## Historia
El vicariato apostólico de Laos fue erigido el 4 de mayo de 1899 con el breve In principis del papa León XIII, obteniendo el territorio del vicariato apostólico de Eastern Siam (hoy arquidiócesis de Bangkok).
El 14 de junio de 1938 cedió una parte de su territorio para la erección de la prefectura apostólica de Vientián y Luang-Prabang (hoy vicariato apostólico de Vientián y vicariato apostólico de Luang Prabang) mediante la bula Ad regnum Dei del papa Pío XI.
El 21 de diciembre de 1950 cedió la parte laosiana restante del territorio (en la Indochina francesa) para de la erección de la prefectura apostólica de Thakheh (hoy vicariato apostólico de Savannakhet) mediante la bula Maius sane catholicae del papa Pío XII. El mismo día, con el decreto Cum territorium de la Congregación de Propaganda Fide, la parte tailandesa del vicariato tomó el nombre de vicariato apostólico de Thare.
El 7 de mayo de 1953 cedió otras porciones de territorio para de la erección del vicariato apostólico de Ubon y la prefectura apostólica de Udonthani (hoy, respectivamente, diócesis de Ubon Ratchathani y diócesis de Udon Thani) mediante la bula Nos quibus del papa Pío XII.
El 25 de marzo de 1960 asumió el nombre de vicariato apostólico de Thare y Nonseng con el decreto Huic Sacro Consilio de la Congregación de Propaganda Fide.
El 18 de diciembre de 1965 el vicariato apostólico fue elevado al rango de arquidiócesis metropolitana con la bula Qui in fastigio del papa Pablo VI.

## Estadísticas
De acuerdo al Anuario Pontificio 2021 la arquidiócesis tenía a fines de 2020 un total de 56 523 fieles bautizados.
| Año                                                                             | Población            | Población | Población      | Sacerdotes | Sacerdotes    | Sacerdotes    | Bautizados por sacerdote | Diáconos permanentes | Religiosos | Religiosos | Parroquias |
| Año                                                                             | Bautizados católicos | Total     | % de católicos | Total      | Clero secular | Clero regular | Bautizados por sacerdote | Diáconos permanentes | Varones    | Mujeres    | Parroquias |
| ------------------------------------------------------------------------------- | -------------------- | --------- | -------------- | ---------- | ------------- | ------------- | ------------------------ | -------------------- | ---------- | ---------- | ---------- |
| 1950                                                                            | 24 500               | ?         | ?              | 27         | 27            |               | 907                      |                      |            | 103        |            |
| 1970                                                                            | 25 153               | 1 500 000 | 1.7            | 31         | 24            | 7             | 811                      |                      | 7          | 72         |            |
| 1980                                                                            | 34 918               | 2 179 808 | 1.6            | 23         | 20            | 3             | 1518                     |                      | 3          | 74         | 15         |
| 1990                                                                            | 41 917               | 2 697 000 | 1.6            | 29         | 29            |               | 1445                     |                      |            | 92         | 28         |
| 1999                                                                            | 48 229               | 3 113 865 | 1.5            | 49         | 49            |               | 984                      |                      |            | 95         | 32         |
| 2000                                                                            | 48 887               | 3 117 179 | 1.6            | 47         | 47            |               | 1040                     |                      |            | 92         | 30         |
| 2001                                                                            | 49 489               | 3 118 865 | 1.6            | 51         | 51            |               | 970                      |                      |            | 99         | 30         |
| 2002                                                                            | 48 930               | 3 262 786 | 1.5            | 50         | 50            |               | 978                      |                      |            | 102        | 49         |
| 2003                                                                            | 49 528               | 3 343 077 | 1.5            | 52         | 52            |               | 952                      |                      |            | 103        | 49         |
| 2004                                                                            | 50 008               | 3 157 780 | 1.6            | 50         | 49            | 1             | 1000                     |                      | 1          | 107        | 74         |
| 2010                                                                            | 44 078               | 3 171 478 | 1.4            | 66         | 63            | 3             | 667                      |                      | 3          | 94         | 75         |
| 2014                                                                            | 47 600               | 3 182 000 | 1.5            | 72         | 70            | 2             | 661                      |                      | 4          | 127        | 77         |
| 2017                                                                            | 54 991               | 3 275 648 | 1.7            | 73         | 69            | 4             | 753                      |                      | 4          | 121        | 80         |
| 2020                                                                            | 56 523               | 3 262 600 | 1.7            | 80         | 75            | 5             | 706                      |                      | 8          | 125        | 80         |
| Fuente: Catholic-Hierarchy, que a su vez toma los datos del Anuario Pontificio. |                      |           |                |            |               |               |                          |                      |            |            |            |

## Episcopologio
- Marie-Joseph Cuaz, M.E.P. † (12 de mayo de 1899-26 de abril de 1912 renunció)
- Constant-Jean-Baptiste Prodhomme, M.E.P. † (2 de junio de 1913-20 de agosto de 1920 falleció)
- Ange-Marie-Joseph Gouin, M.E.P. † (27 de abril de 1922-1 de julio de 1943 renunció)
- Henri-Albert Thomine, M.E.P. † (13 de julio de 1944-21 de marzo de 1945 falleció)
  - Sede vacante (1945-1947)
- Claude-Philippe Bayet, M.E.P. † (10 de abril de 1947-7 de marzo de 1953 nombrado vicario apostólico de Ubon)
- Michael Mongkhol On Prakhongchit † (7 de mayo de 1953-23 de enero de 1958 falleció)
- Michel Kien Samophithak † (12 de febrero de 1959-6 de marzo de 1980 renunció)
- Lawrence Khai Saen-Phon-On † (6 de marzo de 1980-14 de mayo de 2004 retirado)
- Louis Chamniern Santisukniram (1 de julio de 2005-13 de mayo de 2020 retirado)
- Anthony Weradet Chaiseri, desde el 13 de mayo de 2020